# ジェリー・ジュエル
ジェリー・ディーン・ジュエル（Jerry Dean Jewell, 1976年7月30日 - ）は、アメリカ合衆国の男性声優。オクラホマ州ピッツバーグ郡出身。

## 出演

### テレビアニメ
1986年
- ドラゴンボール（ナム）

1993年
- 幽☆遊☆白書（朱雀）

1996年
- ドラゴンボールGT
- 名探偵コナン（工藤新一）

1999年
- ONE PIECE（メリー）

2003年
- 鋼の錬金術師（バリー・ザ・チョッパー

2008年
- 黒執事（劉）

2009年
- 鋼の錬金術師 FULLMETAL ALCHEMIST（バリー・ザ・チョッパー）

2013年
- 進撃の巨人（モブリット・バーナー）

2015年
- アルスラーン戦記（ギーヴ）
- 暗殺教室（磯貝悠馬）

2020年
- プランダラ（ダビ）

### 劇場アニメ
1997年
- 名探偵コナン 時計じかけの摩天楼（工藤新一）

1998年
- 名探偵コナン 14番目の標的（工藤新一）

1999年
- 名探偵コナン 世紀末の魔術師（工藤新一）

2000年
- 名探偵コナン 瞳の中の暗殺者（工藤新一）

2001年
- 名探偵コナン 天国へのカウントダウン（工藤新一）

2002年
- 名探偵コナン ベイカー街の亡霊（工藤新一）

2005年
- 劇場版 鋼の錬金術師 シャンバラを征く者（バリー・ザ・チョッパー

2007年
- ヱヴァンゲリヲン新劇場版:序（渚カヲル）

2009年
- ヱヴァンゲリヲン新劇場版:破（渚カヲル）

2012年
- ヱヴァンゲリヲン新劇場版:Q（渚カヲル）